# Добжица
Добжица (пољ. Dobrzyca) град је у Пољској у Војводству великопољском. По подацима из 2012. године број становника у месту је био 3227.

## Становништво
| 2012. |
| ----- |
| 3.227 |